# Trøjborggade
Trøjborggade er en sidegade på Vesterbro i København, der går fra Vesterfælledvej til et knæk i gadeforløbet, hvorfra den fortsætter som Amerikavej. Langs den sydlige side af gaden ligger der etageejendomme af den slags, der er typiske for de københavnske brokvarterer fra tiden omkring århundredskiftet, for eksempel nr. 6 fra 1915. På den nordlige side ligger der etageejendomme af nyere dato. Ejendommen i nr. 7 på hjørnet af Amerikavej, der er en del af andelsforeningen Trøjborg, er således fra 2001. Nr. 3 er fra 2002 og tilhører andelsforeningen Trøjborg II.
Gaden var oprindeligt en del af en forbindelsesvej mellem Vesterfælledvej og Enghavevej. Fra 1860 hed gaden Møllevej pga. Amerikamøllen for enden af vejen. Fra 1873 fik vejen navnet Vesterfælled Møllevej. I 1930 blev den omdøbt til Trøjborggade efter en stor herregård (nu slotsruin) i Sønderjylland ved navn Trøjborg.